# Comitato scientifico delle Nazioni Unite per lo studio degli effetti delle radiazioni ionizzanti
L'UNSCEAR (United Nations Scientific Committee on the Effects of Atomic Radiation, Comitato scientifico delle Nazioni Unite per lo studio degli effetti delle radiazioni ionizzanti) è un'istituzione delle Nazioni Unite fondata il 3 dicembre 1955 con la risoluzione 913(X) dell'Assemblea generale delle Nazioni Unite. Il suo scopo è di determinare il livello e gli effetti dell'esposizione alle radiazioni ionizzanti e di fornire un rapporto all'assemblea generale dell'ONU. I dati e le pubblicazioni dell'UNSCEAR sono considerati sorgenti autorevoli di informazione da governi di tutto il mondo e organizzazioni internazionali, e sono usati come basi scientifiche per la valutazione del rischio dovuto alle radiazioni e per mettere in atto misure di protezione.

## L'organizzazione
I membri del comitato sono scienziati designati da 21 stati. L'UNSCEAR tiene incontri formali annualmente e sottomette un rapporto all'Assemblea Generale dell'ONU.
L'UNSCEAR pubblica anche rapporti su le Sorgenti ed effetti delle radiazioni ionizzanti. Le pubblicazioni, per un totale di 15 fino al 2001, sono tutti disponibili pubblicamente sul sito web dell'UNSCEAR .
L'organizzazione dispone di una piccola segreteria a Vienna che è funzionalmente legata all'UNEP.
Il programma di lavoro dell'UNSCEAR è approvato dall'Assemblea generale delle Nazioni Unite e si estende tipicamente su un periodo di 4-5 anni. La segreteria raccoglie dati rilevanti posti all'attenzione da stati membri delle Nazioni Unite, organizzazioni internazionali e organizzazioni non governative, e impegna specialisti nell'analisi di quei dati, lo studio della rilevante letteratura scientifica e la produzione di rapporti scientifici. La segreteria sottomette i rapporti scientifici alla discussione e allo scrutinio della sessione annuale dell'UNSCEAR. Alla fine di ogni ciclo, i rapporti approvati sono pubblicati.